# 酒井杏
酒井 杏（さかい きょう、1992年8月6日 - ）は、日本のシンガーソングライターである。新潟県阿賀野市出身。新発田農業高等学校卒業。MSエンタテインメント所属。神奈川県在住。

## 来歴・人物
- 父親の影響を受けて小学1年生の時に初めて人前で歌を歌う。
- 2007年、古町音楽祭にノミネートし、グランプリに輝く。
- ソロ活動の他、ギタリストの佐藤克彦と「チチンプイプイ」というユニットを組んで活動している。

## ディスコグラフィ

### ミニアルバム
- 1stソロアルバム『ピエロ』
- 『テレパシー』 - チチンプイプイ名義

## 出演

### テレビ
- スマイルスタジアム（NST） - ゲスト出演
- はばたけ!!ニイガタ女子力（BSN）